# Människosmuggling
Människosmuggling enligt svenska utlänningslagen är när någon uppsåtligen hjälper en utlänning att olovligen komma in i eller passera genom, medlemsstat i Europeiska unionen eller Island, Norge, Schweiz eller Liechtenstein. Det räknas till den transnationella brottsligheten. Påföljden är fängelse dock i högst två år.
Grovt brott är om brottet
- utförts mot ersättning eller
- utgjort ett led i en verksamhet som avsett ett stort antal personer, eller
- utförts under former som innebär livsfara för utlänningen eller
- utförts under hänsynslösa former.

Påföljden är fängelse lägst sex månader och högst 2 år. Är brottet att anse som ringa döms till böter eller fängelse i högst sex månader.
Vid organiserad människosmuggling är påföljden fängelse i högst två år.
Om smugglingen innebär ett systematiskt utnyttjande av utlänningars utsatta situation eller innefattar livsfara eller annan hänsynslöshet gentemot utlänningarna bedöms detta som grovt organiserande av människosmuggling och påföljden är fängelse i lägst sex månader och högst sex år. Även medhjälpare kan dömas om han insåg eller hade skälig anledning att anta att resan anordnats i vinstsyfte.
Den ersättning människomugglaren erhållit ska  förverkas liksom bil eller annat transportmedel som använts. 
Om ägaren till ett fartyg som kan förverkas inte är känd eller saknar känt hemvist i Sverige, får talan om förverkande föras mot befälhavaren på fartyget.
I förarbetena till utlänningslagstiftningen har det uttalats att ideell och oorganiserad verksamhet som endast syftar till att hjälpa någon till Sverige för att söka asyl eller annat uppehållstillstånd kan vara fritt från straff. Det gäller främst när någon hjälper en utlänning att resa till en av Sveriges yttre gränser, där denne kan söka asyl innan inresa. Detta undantag är inte tillämpligt när utlänningen får hjälp fram till Sverige från ett annat Schengenland. Då en sådan gräns är en inre gräns finns där ingen gränskontroll att söka asyl vid. Istället skall utlänningen, i enlighet med Dublinförordningen, söka asyl i det första EU-land som denne ankommer till.
Det har hävdats att regeln om det humanitära undantaget skulle kunna vara tillämpligt även när hjälp ges till utlänning att resa till Sverige genom andra Schengenländer, detta är dock ännu inte fullt ut prövat, och inte heller fastslaget i praxis. Den lagliga grunden för det  så kallade "humanitära undantaget" skulle finns i artikel 1.2 i EU-direktiv 2002/90/EG, vilken ger medlemsstaterna möjlighet att lagstifta om straffrihet för människosmuggling som utförts av humanitärt skäl, något Sverige ännu inte gjort.
Det är polismyndigheten som ansvarar för att kontrollera utlänningar.

## Amir Heidari
En av Europas mest omfattande smugglingsverksamheter drevs av iraniern  Amir Heidari, under tre decennier bosatt i Sverige. Enligt egen uppgift har Heidari hjälpt upp till 200 000 människor att emigrera, av vilka omkring 37 000 kommit till Sverige. Andra stora mål har varit Storbritannien och Kanada.